# Duc et marquis de Cambridge

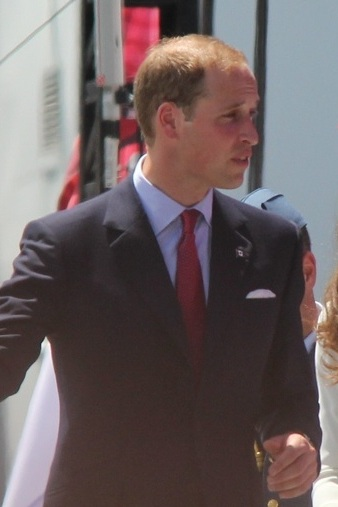
Le prince William, duc de Cambridge, lors de sa première tournée royale après son mariage, visitant Ottawa pour les célébrations de la fête du Canada (2011).

Le titre de duc de Cambridge a été créé à deux reprises dans la pairie d'Angleterre, une reprise dans la pairie de Grande-Bretagne et deux reprises dans la pairie du Royaume-Uni. Le titre est étroitement associé à la famille royale britannique. 
Durant la Première Guerre mondiale, en 1917, un descendant des premiers ducs est titré marquis de Cambridge après avoir renoncé à ses titres allemands.
Le 29 avril 2011, le titre est à nouveau donné à un membre de la famille royale à l'occasion du mariage du prince William de Galles et de Catherine Middleton. Le prince est devenu le prince de Galles,  duc de Cornouailles et duc de Rothesay après la succession de son père au trône le 9 septembre 2022, mais retient le titre de duc de Cambridge.

## Liste des ducs

### Première création (1664)
Titres subsidiaires : comte de Cambridge, baron de Dauntsey, baron Wiltshire
- 1664-1667 : Jacques Stuart (en) (1663-1667)

Pas de descendance

### Deuxième création (1667)
Titres subsidiaires : comte de Cambridge, baron de Dauntsey, baron Wiltshire
- 1667-1671 : Edgar Stuart (en) (1667-1671)

Pas de descendance

### Troisième création (1706)
Titres subsidiaires : marquis de Cambridge, comte de Milford Haven, vicomte Northallerton, baron de Tewkesbury
- 1706-1727 : Georges de Hanovre (1683-1760), qui devient roi du Royaume-Uni.

Accède au trône en 1727

### Quatrième création (1801)
Titres subsidiaires : comte de Tipperary, baron Culloden
- 1801-1850 : Adolphe de Hanovre (1774-1850);
- 1850-1904 : George de Hanovre (1819-1904).

Pas de descendance légitime

### Cinquième création (2011)
Titres subsidiaires : comte de Strathearn, baron Carrickfergus
- depuis 2011 : William de Galles (né en 1982)[1].

## Marquis de Cambridge (1917)
- 1917-1927 : Adolphe de Cambridge (1868-1927), marquis de Cambridge, comte d'Eltham, et vicomte Northallerton (ancien duc de Teck (en));
- 1927-1981 : Georges de Cambridge (1896-1981), marquis de Cambridge (1927), comte d'Eltham (1917), et vicomte Northallerton.